# Acipenser oxyrinchus desotoi
Acipenser oxyrinchus desotoi Vladyvok, 1955, conosciuto comunemente come storione del Golfo, è un pesce osseo appartenente alla famiglia famiglia Acipenseridae, sottospecie di A. oxyrinchus.

## Distribuzione e habitat
A. o. desotoi fu descritto per la prima volta come sottospecie di 'A. oxyrinchus' nel 1955. Esso si trova nei sistemi dei principali fiumi compresi tra il Mississippi e il Suwanne in Florida e nelle acque costiere della zona centrale ed orientale del Golfo del Messico, a sud della baia della Florida. Nonostante la specie sia stata segnata come presente anche in Messico, una revisione della letteratura specialistica ha sembrato non confermare questo dato. Un unico esemplare di "storione" pare essere stato avvistato (e non catturato) nel fiume Rio Grande, che separa il Texas dal Messico.

## Conservazione
Molte specie di storione presenti in Nord America sono stati sottoposti ad una pesca intensiva, a scopo alimentare (sia per la carne che per il caviale), nell'ultimo secolo.
Questa sottospecie continua ad essere ora minacciata dal disturbo del suo habitat da parte di interventi umani. Gli agenti contaminanti, che hanno principalmente fonte industriale, contribuiscono negativamente sulla salute degli esemplari e sulla salute generale della specie. 
Nel 1991 per la prima volta lo storione del Golfo fu indicato come minacciato; da allora sono stati compiuti numerosi sforzi per meglio comprendere la storia ed il comportamento di questo animale, nonché per determinare gli habitat importanti per ogni stato della sua esistenza. A programma di ricognizione e intervento per questa specie venne completato nel 1995. Esso indicava le azioni necessarie al fine di ricostruire la popolazione a livelli che allontanassero i possibili rischi di estinzione.